# Gerardo Conforti
Gerardo Conforti (Salerno, 28 marzo 1903 – Napoli, 1982) è stato un cavaliere italiano, ufficiale del Regio Esercito, vincitore di diverse edizioni della competizione di Piazza di Siena e atleta olimpico per le edizioni del 1936 e del 1948.

## Biografia
Nacque da una famiglia benestante di Salerno, da Pasquale Conforti e Assunta Di Martino. I suoi genitori dedicarono particolare attenzione alla sua educazione, e ne favorirono l'ammissione nel 1918 alla prestigiosa Scuola Militare Nunziatella di Napoli. Mentre era allievo della scuola, sviluppò una particolare passione e capacità per il calcio e divenne un membro permanente della Salernitana, giocando come difensore.
In seguito alla sua ammissione all'Accademia di Fanteria e Cavalleria di Modena, fu costretto a smettere di giocare a calcio, e invece divenne un abile cavaliere.
Nel 1934 vinse a Sanremo, su Claudine, e due anni dopo vinse il prestigioso Concorso ippico internazionale "Piazza di Siena" su Sabà, interrompendo cinque anni di dominio dei cavalieri francesi e guadagnando una forte popolarità in Italia. La vittoria gli permise di partecipare, quello stesso anno, alle Olimpiadi di Berlino come membro della squadra italiana. Nel 1937, con una squadra composta dal conte Alessandro Bettoni Cazzago, Ranieri di Campello e Frassetto, vinse il “Gran Premio delle Nazioni ”, sempre in piazza di Siena. Nel 1939 vinse ancora, come membro di una squadra composta da Bettoni, Filippini e Gutierrez.
Combatté durante la seconda guerra mondiale come tenente di cavalleria del Reggimento "Savoia Cavalleria", e, con il grado di maggiore, fu protagonista della famosa carica di Isbushensky, l'ultima carica di cavalleria del Regio Esercito Italiano.
Dopo la guerra divenne direttore del comitato italiano di equitazione e partecipò nuovamente ai giochi olimpici del 1948.